# Руву Шутінг
Футбольний клуб Руву Шутінг Старз або просто Руву Шутінг (англ. Ruvu Shooting Stars Football Club) — професіональний танзанійський футбольний клуб з міста Пвані, виступає в Прем'єр-лізі. Домашні матчі проводить на стадіоні «Мландізі» в Пвані, який вміщує 3000 глядачів. Основна форма блакитного кольору з жовтими смугами.